# Jangtse-Brücke (Wuhan)
Die Jangtse-Brücke in Wuhan (chinesisch 武漢長江大橋 / 武汉长江大桥, Pinyin Wǔhàn Chángjiāng Dàqiáo) in der Provinz Hubei der Volksrepublik China ist eine doppelstöckige Straßen- und Eisenbahnbrücke über den Jangtsekiang.
Die in den Jahren 1955 bis 1957 mit sowjetischer Hilfe gebaute Brücke war die erste Brücke über den Jangtsekiang überhaupt, sieht man von wenigen frühen Seil- oder Kettenbrücken für Fußgänger über die engen Schluchten an seinem Oberlauf ab.
Die Brücke beginnt im Stadtteil Hanyang nördlich des Jangtse unweit des Fernsehturms auf dem Gui Shan (Schildkrötenhügel) mit einer Vorlandbrücke und endet mit einer kurzen Vorlandbrücke auf der südlichen Seite im Stadtteil Wuchang am She Shan (Schlangenhügel)  nahe der Kranichpagode, die die frühere Pagode ersetzt, die der Brücke weichen musste.
Die Brücke hat auf dem 22,5 m breiten Oberdeck vier Fahrspuren mit beidseitigen Gehwegen, auf dem Unterdeck befinden sich zwei Eisenbahngleise.
Die Brücke hat neun stählerne Fachwerkträger mit Stützweiten von je 128 m. An den Ufern markieren portalähnliche Türme das Ende der Strombrücke und den Übergang zu den hohen Rundbögen der Vorlandbrücken.
Sie hat das Erdbeben in Sichuan 2008 unbeschadet überstanden.
Die Eisenbahnstrecke Peking-Guangzhou lief über die Jangtse-Brücke, bis Ende 2012 die Schnellfahrstrecke eröffnet wurde, die den Jangtse etwa 17 km flussabwärts auf einer 2009 eröffneten, ebenfalls doppelstöckigen Schrägseilbrücke, der Tianxingzhou-Brücke überquert.

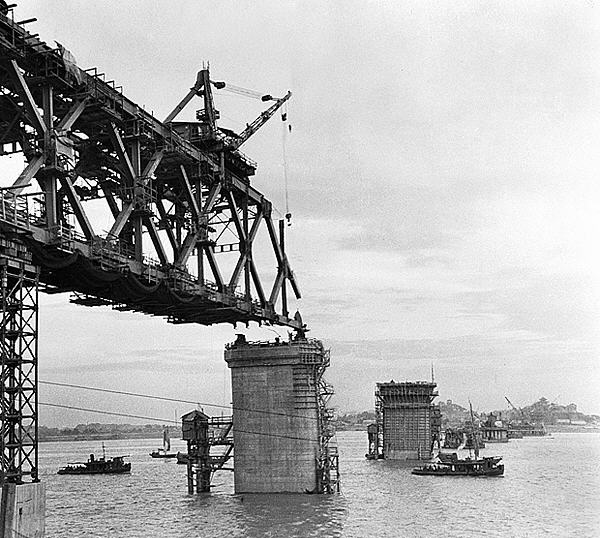
Bau der Brücke
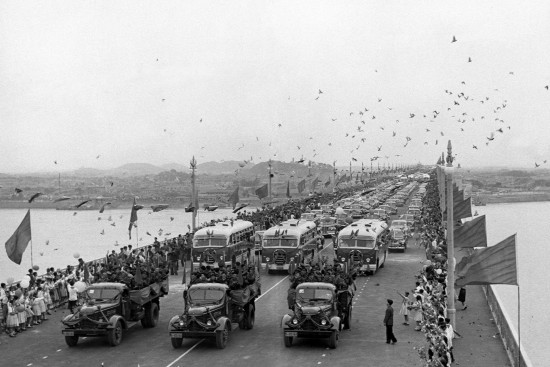
Eröffnung
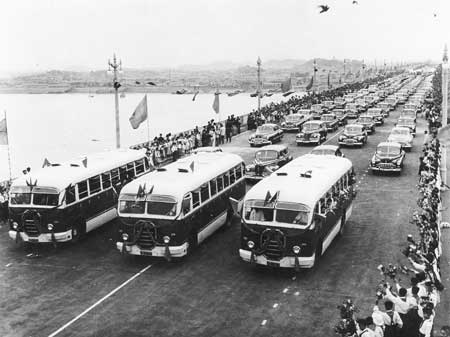
Eröffnung
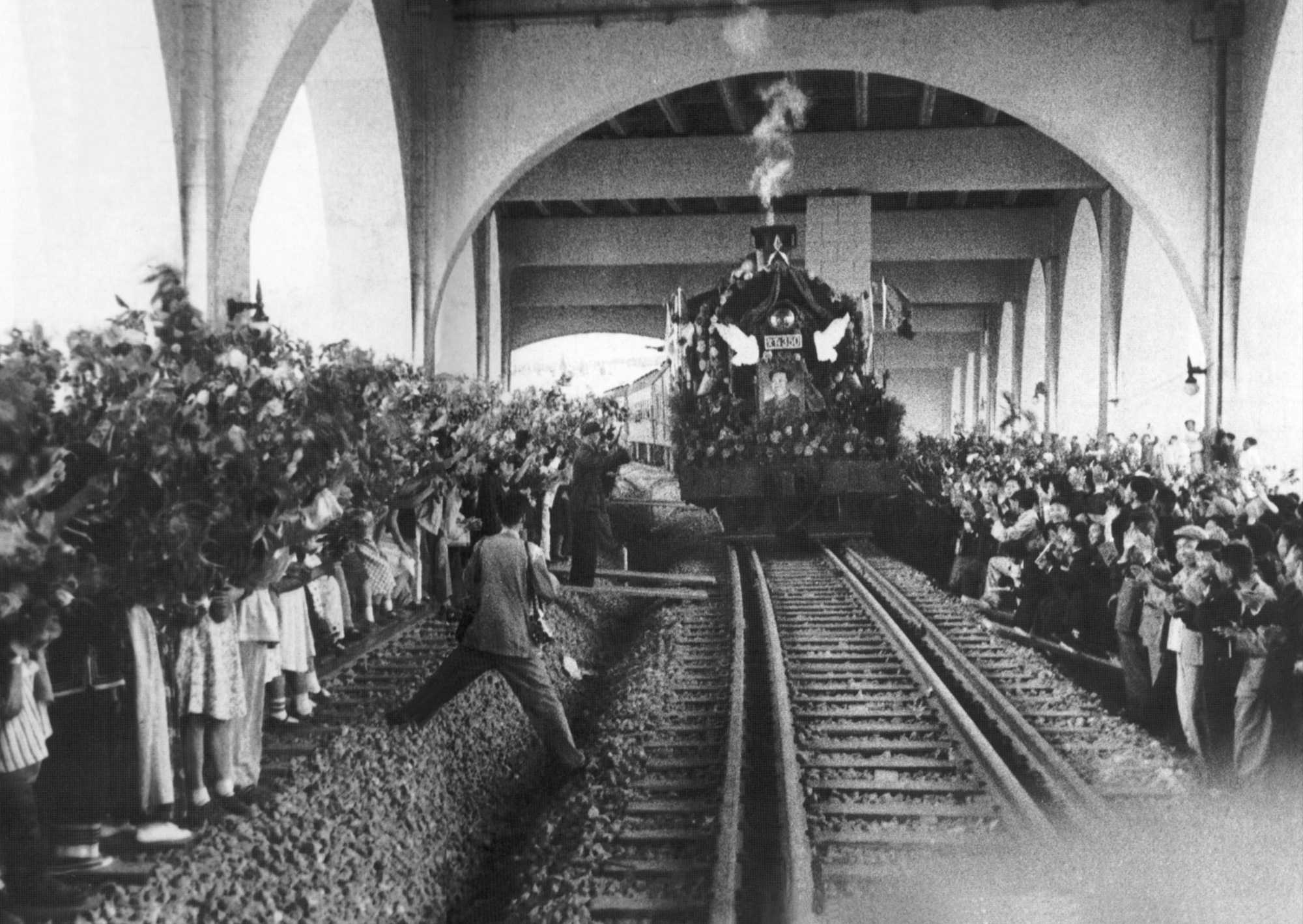
Eröffnung
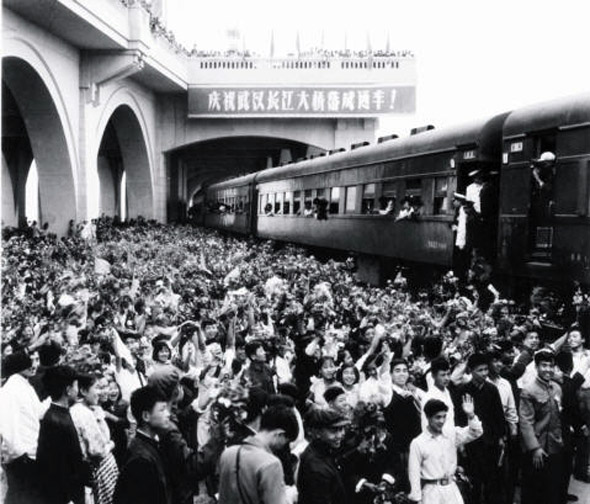
Eröffnung
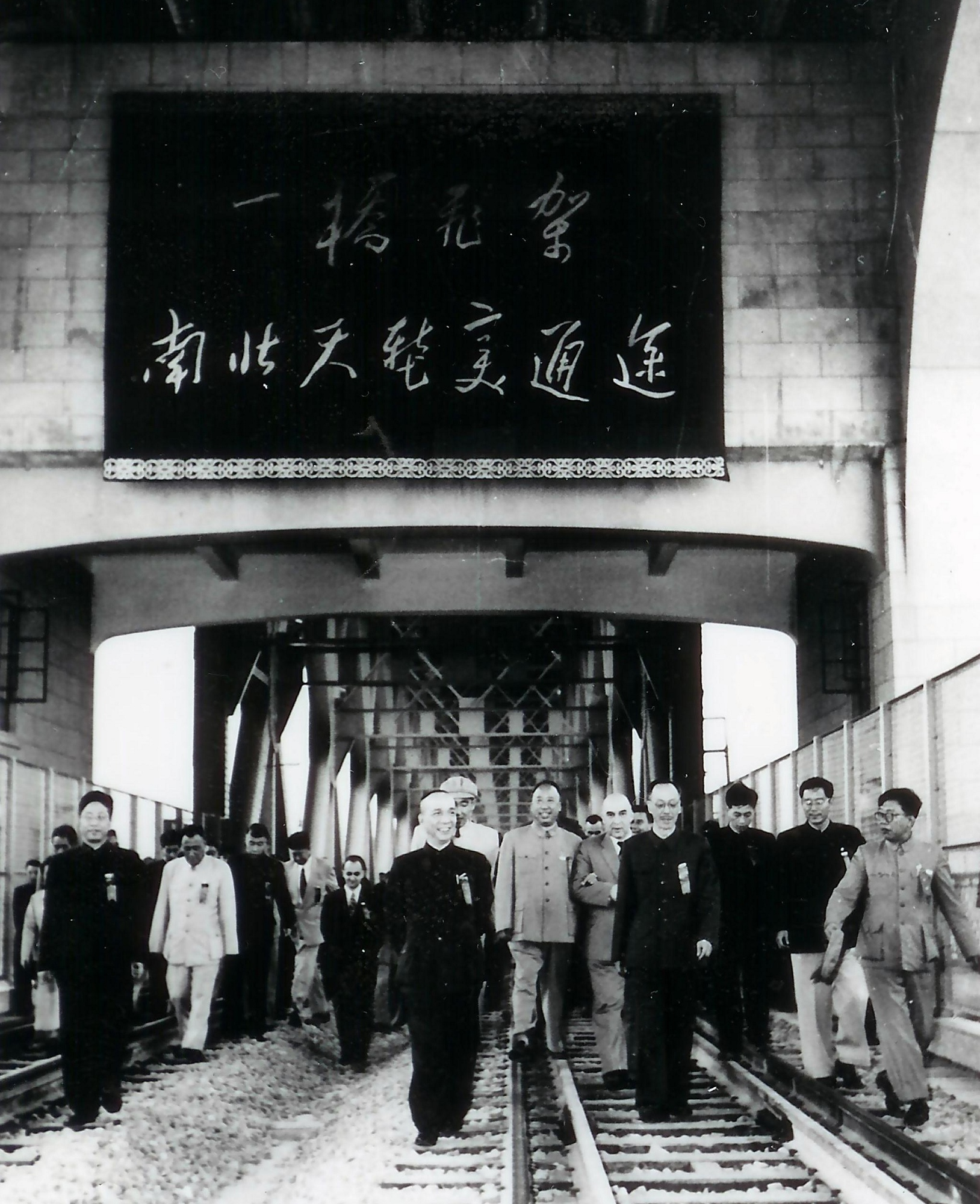
Eröffnung